# Hirsutella subramanianii
Hirsutella subramanianii är en svampart som beskrevs av Samson & H.C. Evans 1985. Hirsutella subramanianii ingår i släktet Hirsutella och familjen Ophiocordycipitaceae.   Inga underarter finns listade i Catalogue of Life.